# Adrianhelm

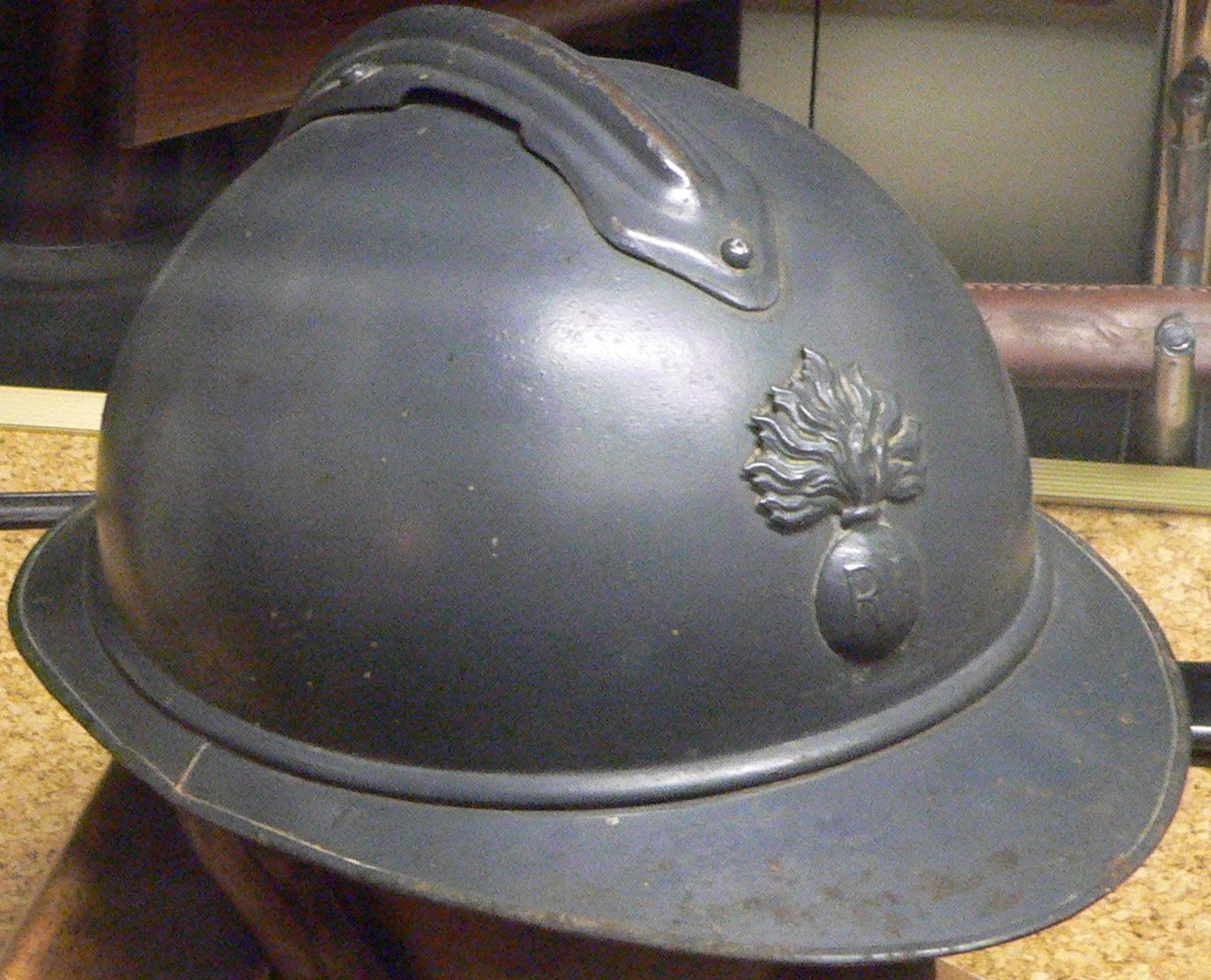
Adrian M15 van de Franse infanterie

Een adrianhelm (Frans: casque Adrian) is een militaire helm, afkomstig van het Franse leger in de Eerste Wereldoorlog. De helm werd ontwikkeld voor de loopgravenoorlog als eerste moderne stalen helm en werd later ook gebruikt door andere legers en door burgerlijke ordediensten.
Bij het begin van de Eerste Wereldoorlog droegen Franse militairen de standaard kepie, die geen bescherming bood tegen vijandelijk vuur. Al gauw bleek een betere bescherming echter onontbeerlijk voor frontsoldaten. Het Frans leger liet een stalen helm ontwikkelen die bescherming bood tegen rondvliegende granaatscherven. Deze helm, de Adrian M15, werd in gebruik genomen vanaf september 1915. Hij was genoemd naar Louis Adrian, de voor de ontwikkeling verantwoordelijke intendant-generaal. Het hoofddeksel bood bescherming tegen rondvliegend shrapnel maar was niet bestand tegen kogels. Boven op de helm was een kam gemonteerd die scherven van bovenaf kon afbuigen. De helm van zacht staal woog ongeveer 700 gram en was daarmee lichter dan de Britse brodiehelm en de Duitse stahlhelm die kort daarna werden ingevoerd. De Franse helmen waren horizonblauw geschilderd en droegen vooraan een insigne van de legerdivisie met de initialen "RF". Tegen het eind van de oorlog was de helm ook in gebruik bij de meeste andere onderdelen van het Franse leger en ook in veel buitenlandse legers, zoals die van België, Griekenland, Italië, Japan, Luxemburg, Mexico, Marokko, Peru, Polen, Roemenië, Rusland, Servië en de Verenigde Staten. Elk land verwerkte zijn eigen kenteken op de voorkant van de helm. Zo droegen de zwarte Belgische helmen de afbeelding van een leeuw. Soms werden de kentekens weggehaald omdat kogels makkelijker afschampten op gladde oppervlakken.
Na de oorlog bleven de helmen in gebruik, ook bij andere diensten. Zo gebruikten onder meer de Franse politiediensten en de Belgische rijkswacht de adrianhelm. In 1926 verscheen een verbeterde versie in steviger staal, de M26. De helm bleef militair in gebruik tot in de Tweede Wereldoorlog. De Franse politie gebruikte hem tot in de jaren 1970.

## Wetenswaardigheden
- Op de Franse en Belgische demarcatiepalen wordt bovenaan een adrianhelm afgebeeld.